# Etat batalionu ON typ S
Etat batalionu ON typ "S" – etat pododdziału piechoty Wojska Polskiego II RP.
Etat batalionu Obrony Narodowej typ S wprowadzony został na podstawie rozkazu L.dz. 1600/Tjn. szefa Departamentu Piechoty Ministerstwa Spraw Wojskowych z 27 kwietnia 1939 o utworzeniu nowych brygad ON oraz o zorganizowaniu nowych jednostek w istniejących brygadach ON. W czerwcu 1939 r. planowano zorganizować 12 batalionów ON typ S. Do wybuchu II wojny światowej sformowano tylko trzy pododdziały tego typu:
- Chorzowski Batalion ON
- Żniński Batalion ON
- Koronowski Batalion ON

30 sierpnia 1939 r. szef Biura do Spraw Jednostek ON wydał zarządzenie o zreorganizowaniu I i II Poznańskiego batalionu ON na typ „S” w terminie do 12 września.
Pod względem struktury organizacyjnej bataliony ON typ S zbliżone były do batalionów fortecznych.
- poczet dowódcy:

2 oficerów, 3 podoficerów, 7 szeregowych,
2 pistolety, 9 karabinków,
1 rower, 1 motocykl (lub samochód terenowy)
- oddział łączności:

1 oficer, 7 podoficerów, 21 szeregowych,
2 pistolety, 27 karabinków,
4 konie, 2 wozy taborowe,
- drużyna gospodarcza:

3 podoficerów, 2 szeregowych
3 pistolety, 2 karabinki
samochód ciężarowy, 4 konie, 2 wozy taborowe,
- sekcja sanitarna:

1 oficer, 2 podoficerów, 6 szeregowych,
2 karabinki,
4 konie, 2 wozy taborowe,
- 1 kompania karabinów maszynowych
  - poczet dowódcy

1 oficer, 1 podoficer, 3 szeregowych,
1 pistolet, 4 karabinki,
2 rowery, 1 motocykl (lub samochód terenowy)
- - drużyna gospodarcza

4 podoficerów, 6 szeregowych,
4 pistolety, 5 karabinków,
6 koni, kuchnia polowa, 2 wozy taborowe
- - sekcja sanitarna:

1 podoficer, 4 szeregowych
- - 2 plutony strzeleckie a. 2 drużyny

1 oficer, 6 podoficerów, 28 szeregowych
2 pistolety, 33 karabinki,
- - 2 plutony karabinów maszynowych a. 3 drużyny

1 oficer, 8 podoficerów, 17 szeregowych,
2 pistolety, 1 rakietnica, 21 karabinków 3 ckm-y,
6 koni, 3 wozy taborowe,
- 2 kompania karabinów maszynowych
  - poczet dowódcy

1 oficer, 1 podoficer, 3 szeregowych,
1 pistolet, 4 karabinki,
2 rowery, 1 motocykl (lub samochód terenowy)
- - drużyna gospodarcza

4 podoficerów, 6 szeregowych,
4 pistolety, 5 karabinków,
6 koni, kuchnia polowa, 2 wozy taborowe
- - sekcja sanitarna:

1 podoficer, 4 szeregowych
- - 2 plutony strzeleckie a. 2 drużyny

1 oficer, 6 podoficerów, 28 szeregowych
2 pistolety, 33 karabinki,
- - 2 plutony karabinów maszynowych a. 3 drużyny

1 oficer, 8 podoficerów, 17 szeregowych,
2 pistolety, 1 rakietnica, 21 karabinków 3 ckm-y,
6 koni, 3 wozy taborowe,
- 3 kompania karabinów maszynowych
  - poczet dowódcy

1 oficer, 1 podoficer, 3 szeregowych,
1 pistolet, 4 karabinki,
2 rowery, 1 motocykl (lub samochód terenowy)
- - drużyna gospodarcza

4 podoficerów, 6 szeregowych,
4 pistolety, 5 karabinków,
6 koni, kuchnia polowa, 2 wozy taborowe
- - sekcja sanitarna:

1 podoficer, 4 szeregowych
- - 2 plutony strzeleckie a. 2 drużyny

1 oficer, 6 podoficerów, 28 szeregowych
2 pistolety, 33 karabinki,
- - 2 plutony karabinów maszynowych a. 3 drużyny

1 oficer, 8 podoficerów, 17 szeregowych,
2 pistolety, 1 rakietnica, 21 karabinków 3 ckm-y,
6 koni, 3 wozy taborowe,
- pluton przeciwpancerny

1 oficer, 6 podoficerów, 21 szeregowych
3 pistolety, 3 armatki ppanc., 28 karabinków:
10 koni, 2 wozy taborowe,
- pluton broni towarzyszącej

1 oficer, 6 podoficerów, 14 szeregowych:
2 pistolety, 19 karabinków, 2 moździerze,
4 konie, 2 wozy taborowe
- drużyna pionierów:

1 oficer, 6 podoficerów, 28 szeregowych
2 pistolety, 33 karabinków,
2 konie, 1 wóz taborowy,
Stan osobowy batalionu ON typ S liczył 526 żołnierzy:
- 20 oficerów, w tym 16 oficerów rezerwy
- 138 podoficerów, w tym 129 podoficerów rezerwy
- 368 szeregowców rezerwy

Zgodnie z etatem batalion miał być uzbrojony w:
- 50 pistoletów
- 10 rakietnic
- 186 karabinów
- 264 karabinków
- 18 ciężkich karabinów maszynowych
- 2 moździerze piechoty wz. 1931
- 3 armaty przeciwpancerne wz. 1936

Wszystkie bataliony ON typ S otrzymały etatową ilość uzbrojenia z wyjątkiem armat przeciwpancernych i pistoletów (oficerowie rezerwy otrzymali karabinki) oraz hełmów.
Na etatowe wyposażenie pododdziału składały się:
- 82 konie taborowe
- 35 wozów
- 3 kuchnie polowe
- 1 samochód ciężarowy
- 4 motocykle
- 7 rowerów